# Toman (Babat Toman)
Toman is een bestuurslaag in het regentschap Musi Banyuasin van de provincie Zuid-Sumatra, Indonesië. Toman telt 5258 inwoners (volkstelling 2010).